# Edgar Winter
Edgar Holland Winter (Beaumont, 28 de desembre de 1946) és un músic estatunidenc de blues, jazz i rock, conegut com a vocalista, saxofonista i teclista de gran èxit en la dècada dels 70 amb la seva banda The Edgar Winter Group. És germà del també cantant i guitarrista de blues Johnny Winter, amb comparteix el seu albinisme.

## Carrera musical
Després de gravar amb el seu germà Johnny, Edgar va signar el seu propi contracte discogràfic amb Epic Rècords en 1970 i va gravar dos reeixits discos, Entrance i Edgar Winter's White Trash.
En 1972 va formar The Edgar Winter Group, que acompanyaven Dan Hartman, Ronnie Montrose i Chuck Ruff i més tard el guitarrista i productor Rick Derringer a Montrose. Va ser amb aquesta banda que va aconseguir el seu major èxit They Only Come Out at Night (1972) figurant el tema instrumental i hit #1 "Frankenstein", tema pioner amb l'ús del sintetitzador com a instrument principal. Durant els seus concerts, Winter va mostrar el seu virtuosisme amb teclats, sintetitzador, saxòfon i percussió. Frankenstein va acaparar el primer lloc de les llistes d'èxit als Estats Units al maig de 1973. They Only Come Out at Night i "Frankenstein" van vendre més d'un milió de còpies, guardonats amb discos d'or per la R.I.A.A. en 1973. La banda també va aconseguir cert èxit amb el tema "Free Ride", del mateix àlbum.
En els anys 2006 a 2011 va formar part de la banda de Ringo Starr, tocant el teclat, fent grans gires a nivell mundial.

## Relacions amb l'Església de la Cienciologia
Winter es reconeix com cienciòleg. Ha aparegut almenys en set ocasions en publicacions de Cienciologia, en particular la revista Celebrity entre 1995 i 2005, citant els cursos que ha completat.
Edgar Winter també va produir, va editar i va col·laborar en l'àlbum Mission Earth (1986), la lletra i la música del qual va ser escrita pel fundador de L. Ron Hubbard. Es comenta que Hubbard va deixar detallades instruccions a seguir i enregistraments destinats als músics i productors per a realitzar l'àlbum. Edgar va descriure Mission Earth com "un retorn a les arrels primitives del rock i així mateix altament experimental." Winter va tenir paraules de lloança per a Hubbard quan va escriure, "La tècnica de Ron per al procés d'enregistrament va ser excepcional." Winter també va descriure a Hubbard i el contra-ritme de rock com alguna cosa "que pot ser ni més ni menys que fenomenal, particularment per haver estat inexplorat anteriorment i només conegut i escoltat en treballs de ritmes africans de Paul Simon."

## Vida personal
Edgar Winter i la seva esposa, Monique, viuen en Beverly Hills. La parella no té fills i Winter va declarar que "considero com això pot ser una cosa meravellosament gratificant però crec que ja hi ha massa gent en el món" i que "hagués estat problemàtic si tingués un fill amb una carrera. Jo surto de gires constantment. Si tingués un fill, m'agradaria estar a casa tot el temps."

## Discografia
- Entrance (1970)
- Edgar Winter's White Trash (1971)
- Roadwork (1972)

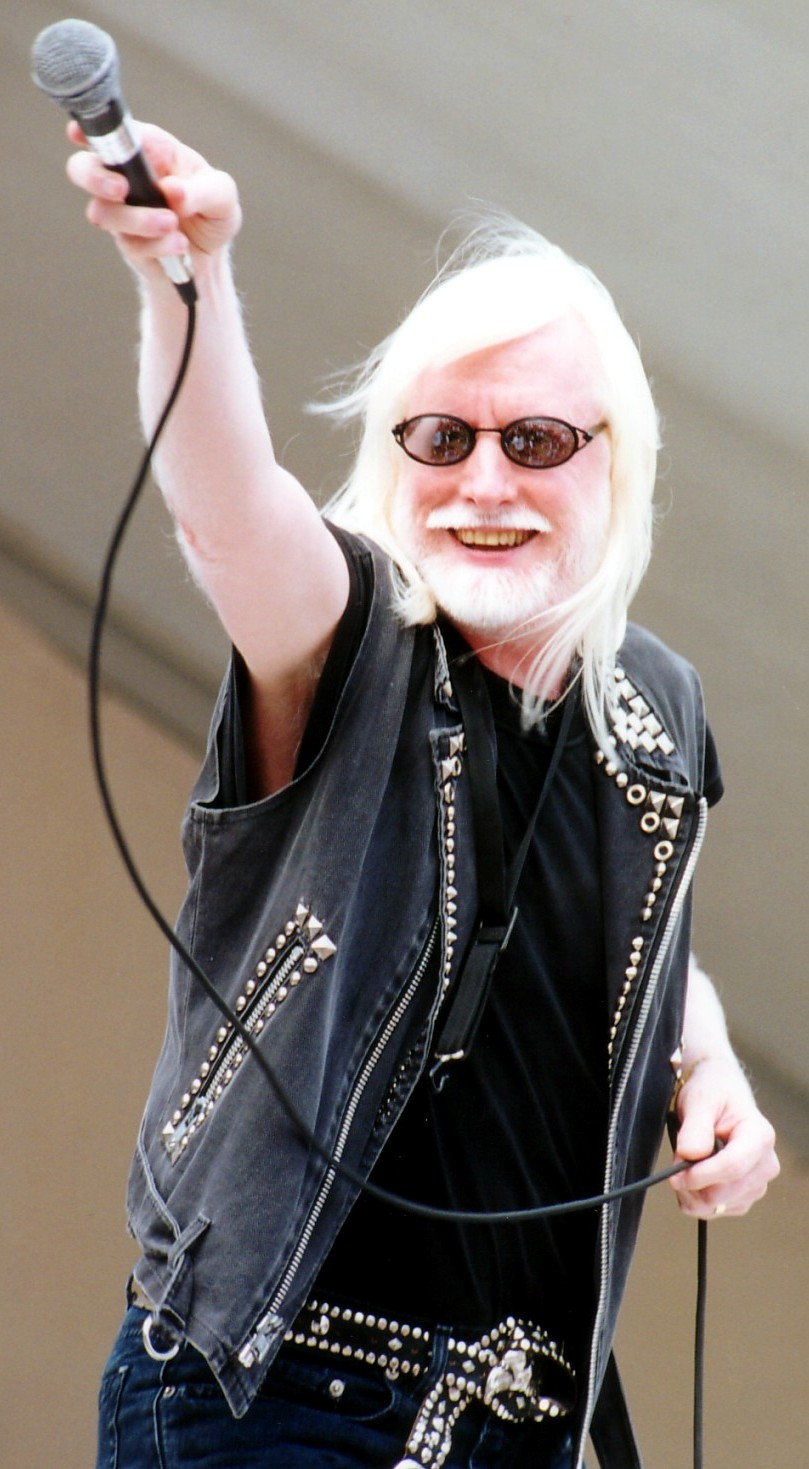
Edgar Winter el 2006

- They Only Come Out at Night (1972)
- Shock Treatment (1974)
- Jasmine Nightdreams (1975)
- The Edgar Winter Group amb Rick Derringer (1975)
- Together (1976)
- Recycled (1977)
- Open Fire per Ronnie Montrose - (1978) productor, piano
- Edgar Winter Album (1979)
- Standing on Rock (1981)
- Crazy from the Heat (1985) (David Lee Roth Session Work)
- Mission Earth (1986)
- Not a Kid Anymore (1994)
- The Real Deal (1996)
- Live in Japan (1998) (amb Rick Derringer)
- Winter Blues (1999)
- Edgar Winter (2002)
- Jazzin' the Blues (2004)
- They Only Come Out At Night (2006 - reedició)
- Rebel Road (2008)

## Bandes sonores
Els següents temes d'Edgar Winter pertanyen a bandes sonores dels següents films:
- Grand Theft Auto IV: The Lost and Damned (2009) (Videojoc, en una de les seves ràdios)
- Paul Blart: Mall Cop (2009)
- Tropic Thunder (2008)
- The Windsurfing Movie (2007)
- Invincible (2006)
- Tupac: Resurrection (2003)
- Knockaround Guys (2001)
- Duets (2000)
- You're Dead... (1999)
- The Secret Life of Girls (1999)
- Detroit Rock City (1999)
- Power Rangers: la pel·lícula (1997)
- Star Kid (1997)
- Wag the Dog (1997)
- My Girl 2 (1994)
- Wayne's World 2 (1993)
- Dazed and Confused (1993)
- Netherworld (1992)
- L'home de Califòrnia (1992)
- My Cousin Vinny (1992)
- An American Summer (1991)
- Air America (1990)
- Spirit of '76 (1990)
- Maniac Mansion (Videojoc) (1987)